# Kruszność
Kruszność – zdolność materiału wybuchowego do niszczenia struktury (kruszenia) otaczającego ośrodka (muru, betonu, metalu, drewna itp.). Przyczyną kruszenia jest fala uderzeniowa o bardzo wysokim ciśnieniu na froncie. Kruszność zależy przede wszystkim od prędkości detonacji materiału wybuchowego tzn. im większa prędkość detonacji, tym większa kruszność.
Do oceny kruszności stosuje się dwie metody: próba Kasta i próba Hessa. Popularniejszy jest test Hessa.
Próba Hessa polega na tym, że na walcu ołowianym kładzie się stalowy krążek, a na nim 50 g testowanego materiału. Po zdetonowaniu badanego materiału mierzy się wielkość odkształcenia walca. Wartość zgniotu ∆H w mm jest miarą kruszności. Im bardziej walec ulegnie zgnieceniu (skróceniu) tym większa kruszność.
Wartości kruszności niektórych materiałów wybuchowych mierzona testem Hessa (w mm): 
- pentryt - 24,
- heksogen – 21-24,
- tetryl - 18-20,
- kwas pikrynowy – 16,
- PMW-8 in. plastyk - 16,
- trotyl – 13,
- górnicze materiały wybuchowe – 5 ÷ 10.